# Arts and Crafts
Arts and Crafts (også Arts and Crafts movement, Arts and Crafts-bevægelsen, engl. for 'Kunst- og Håndværksbevægelsen') var en designretning eller bevægelse som ville genrejse de æstetiske kvaliteter i kunsthåndværket. Bevægelsen var virksom i sidste halvdel af 1800-tallet til omkring første verdenskrig  med et højdepunkt i Storbritannien og USA mellem ca. 1880 og 1910. Den var inspireret af tankerne hos den engelske kunstkritiker John Ruskin, specielt bogen The Stones of Venice (1853) og kapitlet The Nature of Gothic,  desuden af William Morris' arbejder.

## Galleri
| - Eksempler på 'Arts and Crafts' - The Nature of Gothic af John Ruskin, trykt af Kelmscott Press. Første tekstside med en ornamenteret kant. - William De Morgan: Antelope Charger, keramik med rød 'glans' ("lustre") med udsmykning af John Pearson - Rivercourt - detalje af sommerbolig (cottage) i 'Arts and Crafts' - Interiør fra Morris-stuen i V&A Café, London |